# Duits eenheidsteam op de Olympische Zomerspelen 1960
Het gedeelde Duitsland werd op de Olympische Zomerspelen 1960 in Rome, Italië vertegenwoordigd door het Duits Eenheidsteam. Dit team bestond uit sporters van zowel de Duitse Democratische Republiek (DDR) als de Bondsrepubliek. Vier jaar eerder maakten ook sporters uit het Protectoraat Saarland deel uit van het team, maar het Saarland maakte sinds 1957 deel uit van de Bondsrepubliek. Ten opzichte van 1956 werden beduidend meer medailles gewonnen (42 om 26) en ook het aantal goud was verdubbeld (12 om 6).

## Medailleoverzicht
| Sport          | Olympiër | Discipline                | Medaille |
| -------------- | --- | ------------------------- | -------- |
| Atletiek       | Armin Hary | 100m (m)                  | Goud     |
| Atletiek       | Bernd Cullmann Armin Hary Martin Lauer Walter Mahlendorf                                                                                  | 4x100m (m)                | Goud     |
| Kanovaren      | Dieter Krause Paul Lange Günther Perleberg Friedhelm Wentzke                                                                              | K-1 4x500m (m)            | Goud     |
| Paardensport   | Alwin Schockemöhle Fritz Thiedemann Hans Günter Winkler                                                                                   | springconcours (team)     | Goud     |
| Roeien         | Bernhard Knubel Karl Heinz Renneberg Klaus Zerta                                                                                          | twee-met (m)              | Goud     |
| Roeien         | Gerd Cintl Horst Effertz Jürgen Litz Michael Obst Klaus Riekemann                                                                         | vier-met (m)              | Goud     |
| Roeien         | Klaus Bittner Karl-Heinz Hopp Hans Lenk Willi Padge Manfred Rulffs Frank Schepke Kraft Schepke Walter Schröder Karl-Heinrich von Groddeck | acht (m)                  | Goud     |
| Schermen       | Heidi Schmid | floret (v)                | Goud     |
| Schietsport    | Peter Kohnke | 50m geweer liggend (m)    | Goud     |
| Schoonspringen | Ingrid Krämer | 3m plank (v)              | Goud     |
| Schoonspringen | Ingrid Krämer | 10m toren (v)             | Goud     |
| Worstelen      | Wilfried Dietrich | +87kg vrije stijl (m)     | Goud     |
| Atletiek       | Carl Kaufmann | 400m (m)                  | Zilver   |
| Atletiek       | Hans Grodotzki | 5000m (m)                 | Zilver   |
| Atletiek       | Hans Grodotzki | 10000m (m)                | Zilver   |
| Atletiek       | Johannes Kaiser Carl Kaufmann Manfred Kinder Hans-Joachim Reske                                                                           | 4x400m (m)                | Zilver   |
| Atletiek       | Walter Krüger | speerwerpen (m)           | Zilver   |
| Atletiek       | Judith Heine | 200m (v)                  | Zilver   |
| Atletiek       | Anni Biechl Judith Heine Brunhilde Hendrix Martha Pensberger-Langbein                                                                     | 4x100m (v)                | Zilver   |
| Atletiek       | Johanna Lüttge-Hübner | kogelstoten (v)           | Zilver   |
| Kanovaren      | Therese Zenz | K-1 500m (v)              | Zilver   |
| Kanovaren      | Ingrid Hartmann Therese Zenz | K-2 500m (v)              | Zilver   |
| Roeien         | Achim Hill | skiff (m)                 | Zilver   |
| Wielersport    | Dietrich (Dieter) Gieseler | tijdrit (m)               | Zilver   |
| Wielersport    | Jürgen Simon Lothar Stäber | tandem (m)                | Zilver   |
| Wielersport    | Bernd Barleben Peter Gröning Manfred Klieme Siegfried Köhler                                                                              | ploegenachtervolging (m)  | Zilver   |
| Wielersport    | Egon Adler Erich Hagen Günter Lörke Gustav-Adolf Schur                                                                                    | ploegentijdrit (m)        | Zilver   |
| Worstelen      | Gunther Maritschnigg | -73kg Grieks-Romeins (m)  | Zilver   |
| Worstelen      | Lothar Metz | -79kg Grieks-Romeins (m)  | Zilver   |
| Worstelen      | Wilfried Dietrich | +87kg Grieks-Romeins (m)  | Zilver   |
| Zwemmen        | Wiltrud Urselmann | 200m schoolslag (v)       | Zilver   |
| Atletiek       | Ursula Donath | 800m (v)                  | Brons    |
| Atletiek       | Gisela Köhler-Birkemeyer | 80m horden (v)            | Brons    |
| Atletiek       | Hildrun Claus-Laufer | verspringen (v)           | Brons    |
| Boksen         | Günter Siegmund | +81kg (m)                 | Brons    |
| Paardensport   | Josef Neckermann | dressuur (individueel)    | Brons    |
| Schermen       | Jürgen Brecht Timothaus Gerresheim Eberhard Mehl Jürgen Theuerkauff                                                                       | floret team (m)           | Brons    |
| Schietsport    | Klaus Zähringer | 50m geweer 3 posities (m) | Brons    |
| Zeilen         | Ingo Von Bredow Rolf Mulka | flying dutchman           | Brons    |
| Zwemmen        | Barbara Göbel | 200m schoolslag (v)       | Brons    |
| Zwemmen        | Ursula Brunner Heidi Pechstein Christel Steffin Gisela Weiss                                                                              | 4x100m vrije slag (v)     | Brons    |
| Zwemmen        | Ursula Brunner Bärbel Fuhrmann Ursula Küper Ingrid Schmidt                                                                                | 4x100m wisselslag (v)     | Brons    |

## Deelnemers en resultaten

### Atletiek
| Olympiër                                                  | Discipline               | Resultaat | Prestatie |
| --------------------------------------------------------- | ------------------------ | --------- | --- |
| Manfred Germar                                            | 100m (m)                 | 39e       | serie 8: 5de in 11,0                                                                                          |
| Armin Hary                                                | 100m (m)                 | Goud      | serie 2: 2de in 10,6 kwartfinale 2: 1ste in 10,2 (OR) halve finale 2: 1ste in 10,3 finale: 1ste in 10,2       |
| Walter Mahlendorf                                         | 100m (m)                 | 28e       | serie 6: 4de in 10,8                                                                                          |
| Manfred Germar                                            | 200m (m)                 | 28e       | serie 11: 3de in 21,6                                                                                         |
| Marcel Wendelin                                           | 200m (m)                 | 25e       | serie 4: 1ste in 21,6 kwartfinale 4: 6de in 21,6                                                              |
| Carl Kaufmann                                             | 400m (m)                 | Zilver    | serie 3: 1ste in 47,3 kwartfinale 1: 1ste in 46,5 halve finale 2: 1ste in 45,88 finale: 2de in 45,08          |
| Manfred Kinder                                            | 400m (m)                 | 5e        | serie 1: 1ste in 46,7 kwartfinale 2: 3de in 46,7 halve finale 1: 3de in 46,0 finale: 5de in 46,04             |
| Hans-Joachim Reske                                        | 400m (m)                 | 16e       | serie 8: 3de in 47,2 kwartfinale 3: 4de in 47,3                                                               |
| Jörg Balke                                                | 800m (m)                 | 7e        | serie 5: 2de in 1.53,72 kwartfinale 4: 3de in 1.48,98 halve finale 1: 4de in 1.47,63                          |
| Manfred Matuschewski                                      | 800m (m)                 | 6e        | serie 4: 3de in 1.51,17 kwartfinale 1: 3de in 1.48,24 halve finale 1: 3de in 1.47,54 finale: 6de in 1.52,21   |
| Paul Schmidt                                              | 800m (m)                 | 4e        | serie 8: 1ste in 1.50,97 kwartfinale 2: 1ste in 1.51,38 halve finale 2: 3de in 1.47,95 finale: 4de in 1.47,82 |
| Arthur Hannemann                                          | 1500m (m)                | 23e       | serie 1: 8ste in 3.47,57                                                                                      |
| Adolf Schwarte                                            | 1500m (m)                | 12e       | serie 3: 4de in 3.45,46                                                                                       |
| Siegfried Valentin                                        | 1500m (m)                | 18e       | serie 2: 6de in 3.46,99                                                                                       |
| Horst Flosbach                                            | 5000m (m)                | 8e        | serie 2: 1ste in 14.09,25 finale: 8ste in 14.07,03                                                            |
| Hans Grodotzki                                            | 5000m (m)                | Zilver    | serie 1: 1ste in 14.01,29 finale: 2de in 13.45,01                                                             |
| Friedrich Janke                                           | 5000m (m)                | 4e        | serie 3: 1ste in 14.02,58 finale: 4de in 13.47,14                                                             |
| Hans Grodotzki                                            | 10000m (m)               | Zilver    | 28.37,22 |
| Xaver Höger                                               | 10000m (m)               | 17e       | 29.50,20 |
| Gerhard Hönicke                                           | 10000m (m)               | 12e       | 29.20,14 |
| Klaus Gerbig                                              | 110m horden (m)          | 22e       | serie 3: 4de in 14,87 kwartfinale 3: 5de in 14,97                                                             |
| Martin Lauer                                              | 110m horden (m)          | 4e        | serie 1: 1ste in 14,45 kwartfinale 2: 1ste in 14,06 halve finale 2: 2de in 14,13 finale: 4de in 14,20         |
| Karl-Ernst Schottes                                       | 110m horden (m)          | 19e       | serie 6: 2de in 14,90 kwartfinale 1: 6de in 14,81                                                             |
| Wolfgang Fischer                                          | 400m horden (m)          | 26e       | serie 4: 4de in 53,35                                                                                         |
| Helmut Janz                                               | 400m horden (m)          | 4e        | serie 5: 1ste in 51,30 halve finale 1: 3de in 51,55 finale: 4de in 50,05                                      |
| Willi Matthias                                            | 400m horden (m)          | 19e       | serie 3: 2de in 52,23 halve finale 2: 6de in 51,97                                                            |
| Hermann Buhl                                              | 3000m steeplechase (m)   | 10e       | serie 3: 3de in 8.49,56                                                                                       |
| Hans Hüneke                                               | 3000m steeplechase (m)   | DNF       | serie 1: 3de in 8.50,59 finale: niet gefinisht                                                                |
| Ludwig Müller                                             | 3000m steeplechase (m)   | 6e        | serie 2: 2de in 8.49,86 finale: 6de in 9.01,57                                                                |
| Bernd Cullmann Armin Hary Walter Mahlendorf Martin Lauer  | 4x100m (m)               | Goud      | serie 1: 1ste in 39,61 (WR) halve finale 1: 1ste in 39,88 finale: 1ste in 39,66                               |
| Joachim Reske Manfred Kinder Jo Kaiser Carl Kaufmann      | 4x400m (m)               | Zilver    | serie 1: 1ste in 3.10,58 halve finale 1: 2de in 3.07,60 finale: 2de in 3.02,84                                |
| Bruno Bartholome                                          | marathon (m)             | 28e       | 2:28.39,0 |
| Lothar Beckert                                            | marathon (m)             | 56e       | 2:40.10,0 |
| Günter Havenstein                                         | marathon (m)             | 57e       | 2:41.14,0 |
| Hannes Koch                                               | 20km snelwandelen (m)    | 16e       | 1:41.53,4 |
| Siegfried Lefanczik                                       | 20km snelwandelen (m)    | DSQ       | gediskwalificeerd                                                                                             |
| Dieter Lindner                                            | 20km snelwandelen (m)    | 4e        | 1:35.33,8 |
| Horst Astroth                                             | 50km snelwandelen (m)    | 16e       | 4:50.57,0 |
| Kurt Sakowski                                             | 50km snelwandelen (m)    | DSQ       | gediskwalificeerd                                                                                             |
| Max Weber                                                 | 50km snelwandelen (m)    | 4e        | 4:44.47,0 |
| Fritz Köppen                                              | verspringen (m)          | 19e       | kwalificatie: 19de met 7,32m                                                                                  |
| Manfred Molzberger                                        | verspringen (m)          | 9e        | kwalificatie: 10de met 7,46m finale: 9de met 7,49m                                                            |
| Manfred Steinbach                                         | verspringen (m)          | 4e        | kwalificatie: 4de met 7,70m finale: 4de met 8,00m                                                             |
| Manfred Hinze                                             | hink-stap-springen (m)   | 7e        | kwalificatie: 5de met 15,86m finale: 7de met 15,93m                                                           |
| Karl Thierfelder                                          | hink-stap-springen (m)   | 23e       | kwalificatie: 23ste met 15,08m                                                                                |
| Jörg Wischmeyer                                           | hink-stap-springen (m)   | 20e       | kwalificatie: 20ste met 15,23m                                                                                |
| Werner Pfeil                                              | hoogspringen (m)         | 19e       | kwalificatie: 19de met 1,95m                                                                                  |
| Theo Püll                                                 | hoogspringen (m)         | 7e        | kwalificatie: 11de met 2,00m finale: 7de met 2,03m                                                            |
| Peter Riebensahm                                          | hoogspringen (m)         | 20e       | kwalificatie: 24ste met 1,95m                                                                                 |
| Peter Laufer                                              | polsstokhoogspringen (m) | 14e       | kwalificatie: 14de met 4,20m                                                                                  |
| Günter Malcher                                            | polsstokhoogspringen (m) | 7e        | kwalificatie: 4de met 4,40m finale: 5de met 4,50m                                                             |
| Manfred Preußger                                          | polsstokhoogspringen (m) | 14e       | kwalificatie: 14de met 4,20m                                                                                  |
| Fritz Kühl                                                | kogelstoten (m)          | 20e       | kwalificatie: 20ste met 15,71m                                                                                |
| Hermann Lingnau                                           | kogelstoten (m)          | 12e       | kwalificatie: 12de met 16,87m finale: 12de met 16,98m                                                         |
| Dieter Urbach                                             | kogelstoten (m)          | 7e        | kwalificatie: 8ste met 17,09m finale: 7de met 17,47m                                                          |
| Manfred Grieser                                           | discuswerpen (m)         | 16e       | kwalificatie: 21ste met 52,20m finale: 16de met 52,69m                                                        |
| Fritz Kühl                                                | discuswerpen (m)         | 30e       | kwalificatie: 30ste met 50,40m                                                                                |
| Lothar Milde                                              | discuswerpen (m)         | 12e       | kwalificatie: 13de met 53,04m finale: 12de met 53,33m                                                         |
| Erich Ahrendt                                             | speerwerpen (m)          | 15e       | kwalificatie groep A: 8ste met 73,29m                                                                         |
| Walter Krüger                                             | speerwerpen (m)          | Zilver    | kwalificatie groep A: 3de met 78,81m finale: 2de met 79,36m                                                   |
| Hermann Salomon                                           | speerwerpen (m)          | 12e       | kwalificatie groep B: 9de met 75,12m finale: 12de met 74,11m                                                  |
| Siegfried Lorenz                                          | kogelslingeren (m)       | 23e       | kwalificatie: 23ste met 56,09m                                                                                |
| Manfred Losch                                             | kogelslingeren (m)       | 20e       | kwalificatie: 20ste met 59,38m                                                                                |
| Claus Peter                                               | kogelslingeren (m)       | 16e       | kwalificatie: 16de met 59,83m                                                                                 |
| Manfred Bock                                              | tienkamp (m)             | 10e       | 6894 punten                                                                                                   |
| Klaus Grogorenz                                           | tienkamp (m)             | 8e        | 7032 punten                                                                                                   |
| Walter Meier                                              | tienkamp (m)             | 16e       | 6000 punten                                                                                                   |
|                                                           |                          |           | |
| Brunhilde Hendrix                                         | 100m (v)                 | 9e        | serie 7: 2de in 11,99 kwartfinale 2: 2de in 12,02 halve finale 1: 5de in 11,99                                |
| Gisela Köhler-Birkemeyer                                  | 100m (v)                 | 14e       | serie 5: 2de in 12,31 kwartfinale 1: 4de in 12,26                                                             |
| Hannelore Raepke                                          | 100m (v)                 | 28e       | serie 6: 4de in 12,45                                                                                         |
| Jutta Heine                                               | 200m (v)                 | Zilver    | serie 3: 1ste in 24,04 halve finale 1: 2de in 24,15 finale: 2de in 24,58                                      |
| Gisela Köhler-Birkemeyer                                  | 200m (v)                 | 11e       | serie 2: 1ste in 24,32 halve finale 2: 4de in 25,05                                                           |
| Hannelore Raepke                                          | 200m (v)                 | 14e       | serie 1: 3de in 24,32                                                                                         |
| Ursula Donath                                             | 800m (v)                 | Brons     | serie 2: 1ste in 2.07,92 (OR) finale: 3de in 2.05,73                                                          |
| Antje Gleichfeld                                          | 800m (v)                 | 5e        | serie 1: 1ste in 2.11,05 finale: 5de in 2.06,63                                                               |
| Vera Kummerfeldt                                          | 800m (v)                 | 14e       | serie 4: 3de in 2.07,34 finale: 4de in 2.06,07                                                                |
| Karin Balzer                                              | 80m horden (v)           | 8e        | serie 5: 1ste in 11,40 halve finale 1: 4de in 11,27                                                           |
| Gisela Birkemeyer                                         | 80m horden (v)           | Brons     | serie 4: 1ste in 11,31 halve finale 2: 2de in 11,01 finale: 3de in 11,13                                      |
| Zenta Gastl-Kopp                                          | 80m horden (v)           | 7e        | serie 6: 1ste in 11,10 halve finale 2: 4de in 11,09                                                           |
| Martha Langbein Anni Biechl Brunhilde Hendrix Jutta Heine | 4x100m (v)               | Zilver    | serie 1: 2de in 45,96 finale: 2de in 45,00                                                                    |
| Hildrun Claus                                             | verspringen (v)          | Brons     | kwalificatie: 2de met 6,21m finale: 3de met 6,21m                                                             |
| Helga Hoffmann                                            | verspringen (v)          | 6e        | kwalificatie: 12de met 5,90m finale: 6de met 6,11m                                                            |
| Renate Junker                                             | verspringen (v)          | 4e        | kwalificatie: 7de met 6,00m finale: 4de met 6,19m                                                             |
| Ingrid Becker                                             | hoogspringen (v)         | 9e        | kwalificatie: 4de met 1,65m finale: 9de met 1,65m                                                             |
| Karin Lenzke                                              | hoogspringen (v)         | 16e       | kwalificatie: 16de met 1,60m                                                                                  |
| Marlene Schmitz-Portz                                     | hoogspringen (v)         | 9e        | kwalificatie: 2de met 1,65m finale: 9de met 1,65m                                                             |
| Renate Boy                                                | kogelstoten (v)          | 6e        | kwalificatie: 5de met 15,78m finale: 6de met 15,94m                                                           |
| Wilfriede Hoffmann                                        | kogelstoten (v)          | 8e        | kwalificatie: 4de met 15,84m finale: 8ste met 15,14m                                                          |
| Johanna Lüttge                                            | kogelstoten (v)          | Zilver    | kwalificatie: 6de met 15,51m finale: 2de met 16,61m                                                           |
| Kriemhild Limberg                                         | discuswerpen (v)         | 4e        | kwalificatie: 5de met 50,86m finale: 4de met 51,47m                                                           |
| Doris Lorenz-Müller                                       | discuswerpen (v)         | DNF       | kwalificatie: geen geldige worp                                                                               |
| Irene Schuch                                              | discuswerpen (v)         | 9e        | kwalificatie: 2de met 52,22m finale: 9de met 49,86m                                                           |
| Almut Brömmel                                             | speerwerpen (v)          | 16e       | kwalificatie: 16de met 45,52m                                                                                 |
| Anneliese Gerhards                                        | speerwerpen (v)          | 11e       | kwalificatie: 12de met 48,33m finale: 11de met 49,27m                                                         |
| Erika Strößenreuther                                      | speerwerpen (v)          | 15e       | kwalificatie: 15de met 46,85m                                                                                 |

### Boksen
| Olympiër        | Discipline  | Resultaat | Prestatie |
| --------------- | ----------- | --------- | --------- |
| Manfred Homberg | -51kg (m)   | 5e        |           |
| Horst Rascher   | -54kg (m)   | 5e        |           |
| Werner Kirsch   | -57kg (m)   | 9e        |           |
| Harry Lempio    | -60kg (m)   | 9e        |           |
| Werner Busse    | -63,5kg (m) | 17e       |           |
| Bruno Guse      | -67kg (m)   | 17e       |           |
| Rolf Caroli     | -71kg (m)   | 17e       |           |
| Eberhard Radzik | -75kg (m)   | 17e       |           |
| Emil Willer     | -81kg (m)   | 9e        |           |
| Günter Siegmund | -81kg (m)   | Brons     |           |

### Gewichtheffen
| Olympiër        | Discipline  | Resultaat | Prestatie |
| --------------- | ----------- | --------- | --------- |
| Hans Reck       | -56kg (m)   | DNF       |           |
| Georg Miske     | -60kg (m)   | 13e       | 310kg     |
| Werner Dittrich | -67,5kg (m) | 7e        | 362,5kg   |
| Roland Lortz    | -75kg (m)   | 8e        | 382,5kg   |
| Rolf Sennewald  | -82,5kg (m) | 11e       | 390kg     |
| Wolfgang Müller | -90kg (m)   | 12e       | 395kg     |
| Werner Arnold   | +90kg (m)   | 12e       | 425kg     |

### Hockey
| Olympiër | Discipline | Resultaat | Prestatie |
| --- | ---------- | --------- | --- |
| Carsten Keller Christian Büchting Dieter Krause Eberhard Ferstl Günther Ullerich Helmut Nonn Herbert Winters Hugo Budinger Klaus Greinert Klaus Woeller Norbert Schuler Werner Delmes Willi Brendel Wolfgang End | mannen     | 7e        | groep C: 2de V van Kenia: 0-1 W van Frankrijk: 5-0 W van Italië: 5-0 kwartfinale: V van Pakistan: 1-2 5-8ste plek: V van Nieuw-Zeeland: 0-1 7-8ste plek: W van Kenia: walk-over |

| Groep C |           |             |             |             |             |            |            |            |        |
| #       | Land      | Wedstrijden | Wedstrijden | Wedstrijden | Wedstrijden | Doelpunten | Doelpunten | Doelpunten | Punten |
| #       | Land      | G           | W           | G           | V           | V          | T          | Saldo      | Punten |
| 1       | Kenia     | 3           | 2           | 1           | 0           | 8          | 0          | +8         | 5      |
| 2       | Duitsland | 3           | 2           | 0           | 1           | 10         | 1          | +9         | 4      |
| 3       | Frankrijk | 3           | 1           | 1           | 1           | 2          | 5          | -3         | 3      |
| 4       | Italië    | 3           | 0           | 0           | 3           | 0          | 14         | -14        | 0      |

| Datum        | Ronde | Plaats        | Land | Score     | Land |
| ------------ | ----- | ------------- | ---- | --------- | ---- |
| Groepsfase   |       |               |      |           |      |
| 29 augustus  | Rome  | Kenia         | 1-0  | Duitsland |      |
| 31 augustus  | Rome  | Duitsland     | 5-0  | Frankrijk |      |
| 3 september  | Rome  | Duitsland     | 5-0  | Italië    |      |
| Kwartfinale  |       |               |      |           |      |
| 5 september  | Rome  | Pakistan      | 2-1  | Duitsland |      |
| 5-8ste plek  |       |               |      |           |      |
| 8 september  | Rome  | Nieuw-Zeeland | 1-0  | Duitsland |      |
| 7-8ste plek  |       |               |      |           |      |
| 11 september | Rome  | Duitsland     |      | Kenia     |      |

### Kanovaren
| Olympiër                                                     | Discipline     | Resultaat | Prestatie                                                                                                   |
| ------------------------------------------------------------ | -------------- | --------- | --- |
| Detlef Lewe                                                  | C-1 1000m (m)  | 6e        | serie 2: 5de in 4.43,07 herkansingen: 1ste in 4.46,99 halve finale 3: 3de in 4.47,06 finale: 6de in 4.39,72 |
| Willi Mehlberg Werner Ulrich                                 | C-2 1000m (m)  | 7e        | serie 1: 5de in 4.39,44 herkansingen: 3de in 4.50,23 finale: 7de in 4.31,78                                 |
| Wolfgang Lange                                               | K-1 1000m (m)  | 7e        | serie 1: 3de in 4.05,08 halve finale 2: 2de in 4.02,88 finale: 7de in 4.03,05                               |
| Dieter Krause Günther Perleberg Paul Lange Friedhelm Wentzke | K-1 4x500m (m) | Goud      | serie 2: 1ste in 7.54,38 halve finale 2: 1ste in 7.43,92 finale: 1ste in 7.39,43                            |
| Dieter Krause Wolfgang Lange                                 | K-2 1000m (m)  | 8e        | serie 2: 1ste in 3.37,87 halve finale 2: 2de in 3.49,52 finale: 8ste in 3.44,26                             |
|                                                              |                |           | |
| Therese Zenz                                                 | K-1 500m (m)   | Zilver    | serie 2: 2de in 2.09,73 halve finale 3: 1ste in 2.08,51 finale: 2de in 2.08,22                              |
| Therese Zenz Ingrid Hartmann                                 | K-2 500m (m)   | Zilver    | serie 2: 2de in 1.59,01 finale: 2de in 1.56,66                                                              |

### Moderne vijfkamp
| Olympiër                                      | Discipline  | Resultaat | Prestatie    |
| --------------------------------------------- | ----------- | --------- | ------------ |
| Ralf Berckhan                                 | individueel | 55e       | 3061 punten  |
| Wolfgang Gödicke                              | individueel | 28e       | 4262 punten  |
| Dieter Krickow                                | individueel | 48e       | 3780 punten  |
| Ralf Berckhan Wolfgang Gödicke Dieter Krickow | team        | 16e       | 10940 punten |

### Paardensport
| Olympiër                                                   | Discipline  | Resultaat | Prestatie          |
| Dressuur                                                   | Dressuur    | Dressuur  | Dressuur           |
| ---------------------------------------------------------- | ----------- | --------- | ------------------ |
| Josef Neckermann                                           | individueel | Brons     | 2082 punten        |
| Rosemarie Springer                                         | individueel | 7e        | 985 punten         |
| Eventing                                                   |             |           |                    |
| Reiner Klimke                                              | individueel | 18e       | 173,31 strafpunten |
| Ottokar Pohlmann                                           | individueel | DNF       | niet gefinisht     |
| Gerhard Schulz                                             | individueel | 14e       | 149,31 strafpunten |
| Klaus Wagner                                               | individueel | DNF       | niet gefinisht     |
| Reiner Klimke Ottokar Pohlmann Gerhard Schulz Klaus Wagner | team        | DNF       | niet gefinisht     |
| Springconcours                                             |             |           |                    |
| Alwin Schockemahle                                         | individueel | 26e       | 48,00 strafpunten  |
| Fritz Thiedemann                                           | individueel | 6e        | 25,50 strafpunten  |
| Hans Winkler                                               | individueel | 5e        | 25,00 strafpunten  |
| Alwin Schockemahle Fritz Thiedemann Hans Winkler           | team        | Goud      | 46,50 strafpunten  |

### Roeien
| Olympiër | Discipline      | Resultaat | Prestatie                                                                    |
| --- | --------------- | --------- | ---------------------------------------------------------------------------- |
| Achim Hill | skiff (m)       | Zilver    | serie 1: 2de in 7.23,55 herkansingen: 1ste in 7.31,04 finale: 2de in 7.20,21 |
| Heinz Becher Günter Schroers | dubbel-twee (m) | 12e       |                                                                              |
| Jochen Neuling Heinz Weigel | twee-zonder (m) | 4e        |                                                                              |
| Bernhard Knubel Heinz Renneberg Klaus Zerta                                                                                               | twee-met (m)    | Goud      |                                                                              |
| Victor Hendrix Manfred Kluth Georg Niermann Albrecht Wehselau                                                                             | vier-zonder (m) | 7e        |                                                                              |
| Gerd Cintl Horst Effertz Jürgen Litz Michael Obst Klaus Riekemann                                                                         | vier-met (m)    | Goud      |                                                                              |
| Klaus Bittner Karl-Heinz Hopp Hans Lenk Willi Padge Manfred Rulffs Frank Schepke Kraft Schepke Walter Schröder Karl-Heinrich von Groddeck | acht (m)        | Goud      |                                                                              |

### Schermen
| Olympiër                                                                                | Discipline      | Resultaat | Prestatie                                                                                     |
| --------------------------------------------------------------------------------------- | --------------- | --------- | --------------------------------------------------------------------------------------------- |
| Dieter Fänger                                                                           | degen (m)       | 24e       |                                                                                               |
| Paul Gnaier                                                                             | degen (m)       | 15e       |                                                                                               |
| Georg Neuber                                                                            | degen (m)       | 18e       |                                                                                               |
| Paul Gnaier Fritz Zimmermann Dieter Fänger Georg Neuber Helmut Anschütz Walter Köstner  | degen team (m)  | 5e        |                                                                                               |
| Jürgen Brecht                                                                           | floret (m)      | 23e       |                                                                                               |
| Tim Gerresheim                                                                          | floret (m)      | 19e       |                                                                                               |
| Eberhard Mehl                                                                           | floret (m)      | 12e       |                                                                                               |
| Jürgen Brecht Tim Gerresheim Eberhard Mehl Jürgen Theuerkauff                           | floret team (m) | Brons     |                                                                                               |
| Walter Köstner                                                                          | sabel (m)       | 23e       |                                                                                               |
| Jürgen Theuerkauff                                                                      | sabel (m)       | 17e       |                                                                                               |
| Wilfried Wöhler                                                                         | sabel (m)       | 24e       |                                                                                               |
| Dieter Löhr Jürgen Theuerkauff Wilfried Wöhler Peter von Krockow Walter Köstner         | sabel team (m)  | 5e        | groep F: 2de met 1 overwinning 2de ronde: W van Argentinië: 9-4 kwartfinale: V van Polen: 2-9 |
|                                                                                         |                 |           |                                                                                               |
| Helga Mees                                                                              | floret (v)      | 14e       |                                                                                               |
| Heidi Schmid                                                                            | floret (v)      | Goud      |                                                                                               |
| Romy Weiß-Scherberger                                                                   | floret (v)      | 30e       |                                                                                               |
| Heidi Schmid Helga Mees Helga Stroh Helmi Höhle Gundi Theuerkauff Romy Weiß-Scherberger | floret team (v) | 4e        |                                                                                               |

### Schietsport
| Olympiër            | Discipline                  | Resultaat | Prestatie                                                                                                |
| ------------------- | --------------------------- | --------- | --- |
| Bernd Klingner      | 50m geweer 3 houdingen (m)  | 18e       | kwalificatie groep 1: 6de met 560 punten (196-187-177) finale: 18de met 1123 punten (391-380-352)        |
| Klaus Zähringer     | 50m geweer 3 houdingen (m)  | Brons     | kwalificatie groep 2: 12de met 555 punten (188-189-179) finale: 3de met 1139 punten (394-381-364)        |
| Bernd Klingner      | 50m geweer liggend (m)      | 18e       | kwalificatie groep 1: 7de met 389 punten (95-99-97-98) finale: 19de met 582 punten (98-95-95-100-97-97)  |
| Peter Kohnke        | 50m geweer liggend (m)      | Brons     | kwalificatie groep 2: 8ste met 387 punten (98-98-96-95) finale: 1ste met 590 punten (96-100-99-98-99-98) |
| Hans-Joachim Mars   | 300m geweer 3 houdingen (m) | 12e       | 1105 punten                                                                                              |
| Horst Kadner        | 50m pistool (m)             | 8e        | 544 punten                                                                                               |
| Wolfgang Losack     | 50m pistool (m)             | 14e       | 538 punten                                                                                               |
| Heinz Franke        | 25m snelvuurpistool (m)     | 14e       | 579 punten                                                                                               |
| Heinrich Gollwitzer | 25m snelvuurpistool (m)     | 20e       | 575 punten                                                                                               |
| Gerhard Aßmus       | trap (m)                    | 17e       | 179 punten                                                                                               |
| Heinz Kramer        | trap (m)                    | 22e       | 177 punten                                                                                               |

### Schoonspringen
| Olympiër           | Discipline    | Resultaat | Prestatie                                                                                           |
| ------------------ | ------------- | --------- | --------------------------------------------------------------------------------------------------- |
| Rudolf Oertel      | 3m plank (m)  | 11e       | voorronde: 15de met 51,80 punten halve finale: 11de met 91,90 punten                                |
| Hans-Dieter Pophal | 3m plank (m)  | 8e        | voorronde: 4de met 55,10 punten halve finale: 5de met 94,91 punten finale: 8ste met 133,95 punten   |
| Fritz Enskat       | 10m toren (m) | 7e        | voorronde: 13de met 51,23 punten halve finale: 7de met 93,03 punten finale: 7de met 138,86 punten   |
| Rolf Sperling      | 10m toren (m) | 5e        | voorronde: 2de met 57,25 punten halve finale: 4de met 96,83 punten finale: 5de met 151,83 punten    |
|                    |               |           | |
| Ingrid Krämer      | 3m plank (v)  | Goud      | voorronde: 1ste met 56,23 punten halve finale: 1ste met 98,60 punten finale: 1ste met 155,81 punten |
| Waltraud Oertel    | 3m plank (v)  | 10e       | voorronde: 11de met 48,64 punten halve finale: 10de met 84,49 punten                                |
| Ingrid Krämer      | 10m toren (v) | Goud      | voorronde: 1ste met 56,30 punten finale: 1ste met 91,28 punten                                      |
| Gabriele Schöpe    | 10m toren (v) | 18e       | voorronde: 15de met 48,81 punten                                                                    |

### Turnen
| Olympiër                                                                                      | Discipline               | Resultaat | Prestatie                             |
| --------------------------------------------------------------------------------------------- | ------------------------ | --------- | ------------------------------------- |
| Siegfried Falle                                                                               | vloer (m)                | 10e       | kwalificatie: 10de met 18,90 punten   |
| Philipp Farst                                                                                 | vloer (m)                | 22e       | kwalificatie: 22ste met 18,60 punten  |
| Karlheinz Friedrich                                                                           | vloer (m)                | 67e       | kwalificatie: 69ste met 18,00 punten  |
| Erwin Koppe                                                                                   | vloer (m)                | 50e       | kwalificatie: 39ste met 18,30 punten  |
| Günter Lyhs                                                                                   | vloer (m)                | 24e       | kwalificatie: 24ste met 18,55 punten  |
| Günter Nachtigall                                                                             | vloer (m)                | 59e       | kwalificatie: 39ste met 18,30 punten  |
| Siegfried Falle                                                                               | sprong (m)               | 34e       | kwalificatie: 34ste met 18,25 punten  |
| Philipp Farst                                                                                 | sprong (m)               | 39e       | kwalificatie: 39ste met 18,20 punten  |
| Karlheinz Friedrich                                                                           | sprong (m)               | 39e       | kwalificatie: 39ste met 18,20 punten  |
| Erwin Koppe                                                                                   | sprong (m)               | 81e       | kwalificatie: 81ste met 17,65 punten  |
| Günter Lyhs                                                                                   | sprong (m)               | 26e       | kwalificatie: 26ste met 18,40 punten  |
| Günter Nachtigall                                                                             | sprong (m)               | 33e       | kwalificatie: 33ste met 18,30 punten  |
| Siegfried Falle                                                                               | brug (m)                 | 66e       | kwalificatie: 66ste met 18,05 punten  |
| Philipp Farst                                                                                 | brug (m)                 | 8e        | kwalificatie: 8ste met 19,15 punten   |
| Karlheinz Friedrich                                                                           | brug (m)                 | 74e       | kwalificatie: 74ste met 17,85 punten  |
| Erwin Koppe                                                                                   | brug (m)                 | 35e       | kwalificatie: 35ste met 18,55 punten  |
| Günter Lyhs                                                                                   | brug (m)                 | 18e       | kwalificatie: 18de met 18,85 punten   |
| Günter Nachtigall                                                                             | brug (m)                 | 96e       | kwalificatie: 96ste met 17,40 punten  |
| Siegfried Falle                                                                               | rekstok (m)              | 50e       | kwalificatie: 50ste met 18,35 punten  |
| Philipp Farst                                                                                 | rekstok (m)              | 119e      | kwalificatie: 119de met 13,85 punten  |
| Karlheinz Friedrich                                                                           | rekstok (m)              | 31e       | kwalificatie: 31ste met 18,60 punten  |
| Erwin Koppe                                                                                   | rekstok (m)              | 42e       | kwalificatie: 42ste met 18,45 punten  |
| Günter Lyhs                                                                                   | rekstok (m)              | 33e       | kwalificatie: 33ste met 18,55 punten  |
| Günter Nachtigall                                                                             | rekstok (m)              | 81e       | kwalificatie: 81ste met 17,75 punten  |
| Siegfried Falle                                                                               | ringen (m)               | 21e       | kwalificatie: 21ste met 18,80 punten  |
| Philipp Farst                                                                                 | ringen (m)               | 16e       | kwalificatie: 16de met 18,95 punten   |
| Karlheinz Friedrich                                                                           | ringen (m)               | 49e       | kwalificatie: 49ste met 18,35 punten  |
| Erwin Koppe                                                                                   | ringen (m)               | 16e       | kwalificatie: 16de met 18,95 punten   |
| Günter Lyhs                                                                                   | ringen (m)               | 39e       | kwalificatie: 39ste met 18,55 punten  |
| Günter Nachtigall                                                                             | ringen (m)               | 39e       | kwalificatie: 39ste met 18,55 punten  |
| Siegfried Falle                                                                               | paard voltige (m)        | 46e       | kwalificatie: 46ste met 18,25 punten  |
| Philipp Farst                                                                                 | paard voltige (m)        | 65e       | kwalificatie: 65ste met 17,90 punten  |
| Karlheinz Friedrich                                                                           | paard voltige (m)        | 91e       | kwalificatie: 91ste met 17,00 punten  |
| Erwin Koppe                                                                                   | paard voltige (m)        | 86e       | kwalificatie: 86ste met 17,15 punten  |
| Günter Lyhs                                                                                   | paard voltige (m)        | 65e       | kwalificatie: 65ste met 17,90 punten  |
| Günter Nachtigall                                                                             | paard voltige (m)        | 40e       | kwalificatie: 40ste met 18,35 punten  |
| Siegfried Falle                                                                               | meerkamp individueel (m) | 28e       | 110,60 punten                         |
| Philipp Farst                                                                                 | meerkamp individueel (m) | 76e       | 106,65 punten                         |
| Karlheinz Friedrich                                                                           | meerkamp individueel (m) | 67e       | 108,00 punten                         |
| Erwin Koppe                                                                                   | meerkamp individueel (m) | 50e       | 109,05 punten                         |
| Günter Lyhs                                                                                   | meerkamp individueel (m) | 26e       | 110,80 punten                         |
| Günter Nachtigall                                                                             | meerkamp individueel (m) | 59e       | 108,65 punten                         |
| Siegfried Falle Philipp Farst Karlheinz Friedrich Erwin Koppe Günter Lyhs Günter Nachtigall   | meerkamp team (m)        | 7e        | 553,35 punten                         |
|                                                                                               |                          |           |                                       |
| Karin Boldemann                                                                               | vloer (v)                | 54e       | kwalificatie: 54ste met 18,266 punten |
| Ingrid Fast                                                                                   | vloer (v)                | 9e        | kwalificatie: 9de met 19,10 punten    |
| Gretel Schiener                                                                               | vloer (v)                | 41e       | kwalificatie: 41ste met 18,499 punten |
| Renate Schneider                                                                              | vloer (v)                | 61e       | kwalificatie: 61ste met 18,199 punten |
| Roselore Sonntag                                                                              | vloer (v)                | 28e       | kwalificatie: 28ste met 18,666 punten |
| Ute Starke                                                                                    | vloer (v)                | 30e       | kwalificatie: 30ste met 18,633 punten |
| Karin Boldemann                                                                               | sprong (v)               | 40e       | kwalificatie: 40ste met 17,933 punten |
| Ingrid Fast                                                                                   | sprong (v)               | 10e       | kwalificatie: 10de met 18,499 punten  |
| Gretel Schiener                                                                               | sprong (v)               | 61e       | kwalificatie: 61ste met 17,432 punten |
| Renate Schneider                                                                              | sprong (v)               | 42e       | kwalificatie: 42ste met 17,932 punten |
| Roselore Sonntag                                                                              | sprong (v)               | 64e       | kwalificatie: 64ste met 17,333 punten |
| Ute Starke                                                                                    | sprong (v)               | 65e       | kwalificatie: 65ste met 17,266 punten |
| Karin Boldemann                                                                               | brug (v)                 | 48e       | kwalificatie: 48ste met 18,166 punten |
| Ingrid Fast                                                                                   | brug (v)                 | 11e       | kwalificatie: 11de met 18,966 punten  |
| Gretel Schiener                                                                               | brug (v)                 | 42e       | kwalificatie: 42ste met 18,433 punten |
| Renate Schneider                                                                              | brug (v)                 | 36e       | kwalificatie: 36ste met 18,499 punten |
| Roselore Sonntag                                                                              | brug (v)                 | 28e       | kwalificatie: 28ste met 18,632 punten |
| Ute Starke                                                                                    | brug (v)                 | 42e       | kwalificatie: 42ste met 18,433 punten |
| Karin Boldemann                                                                               | balk (v)                 | 77e       | kwalificatie: 77ste met 16,933 punten |
| Ingrid Fast                                                                                   | balk (v)                 | 7e        | kwalificatie: 7de met 18,700 punten   |
| Gretel Schiener                                                                               | balk (v)                 | 21e       | kwalificatie: 21ste met 18,333 punten |
| Renate Schneider                                                                              | balk (v)                 | 57e       | kwalificatie: 57ste met 17,399 punten |
| Roselore Sonntag                                                                              | balk (v)                 | 21e       | kwalificatie: 21ste met 18,333 punten |
| Ute Starke                                                                                    | balk (v)                 | 12e       | kwalificatie: 12de met 18,466 punten  |
| Karin Boldemann                                                                               | meerkamp individueel (v) | 59e       | 71,298 punten                         |
| Ingrid Fast                                                                                   | meerkamp individueel (v) | 9e        | 75,265 punten                         |
| Gretel Schiener                                                                               | meerkamp individueel (v) | 34e       | 72,697 punten                         |
| Renate Schneider                                                                              | meerkamp individueel (v) | 48e       | 72,029 punten                         |
| Roselore Sonntag                                                                              | meerkamp individueel (v) | 29e       | 72,964 punten                         |
| Ute Starke                                                                                    | meerkamp individueel (v) | 31e       | 72,798 punten                         |
| Karin Boldemann Ingrid Fast Gretel Schiener [[[Ute Starke]] Renate Schneider Roselore Sonntag | meerkamp team (v)        | 6e        | 367,754 punten                        |

### Waterpolo
| Olympiër | Discipline | Resultaat | Prestatie |
| --- | ---------- | --------- | --------- |
| Hans Hoffmeister Achim Schneider Hans Schepers Bernd Strasser Lajos Nagy Friedhelm Osselmann Dieter Seiz Emil Bildstein Jürgen Honig | mannen     | 6e        |           |

### Wielersport
| Olympiër                                                     | Discipline               | Resultaat | Prestatie  |
| Baan                                                         | Baan                     | Baan      | Baan       |
| ------------------------------------------------------------ | ------------------------ | --------- | ---------- |
| Günter Kaslowski                                             | sprint (m)               | 9e        |            |
| August Rieke                                                 | sprint (m)               | 5e        |            |
| Dieter Gieseler                                              | tijdrit (m)              | Zilver    | 1.08,75    |
| Jürgen Simon Lothar Stäber                                   | tandem (m)               | Zilver    |            |
| Siegfried Köhler Peter Gröning Manfred Klieme Bernd Barleben | ploegenachtervolging (m) | Zilver    |            |
| Weg                                                          |                          |           |            |
| Egon Adler                                                   | wegwedstrijd (m)         | 20e       | 4:20.57    |
| Bernhard Eckstein                                            | wegwedstrijd (m)         | 22e       | 4:20.57    |
| Erich Hagen                                                  | wegwedstrijd (m)         | 21e       | 4:20.57    |
| Gustav-Adolf Schur                                           | wegwedstrijd (m)         | 23e       | 4:20.57    |
| Gustav-Adolf Schur Egon Adler Erich Hagen Günter Lörke       | ploegentijdrit (m)       | Zilver    | 2:16.56,31 |

### Worstelen
| Olympiër            | Discipline  | Resultaat   | Prestatie   |
| Vrije stijl         | Vrije stijl | Vrije stijl | Vrije stijl |
| ------------------- | ----------- | ----------- | ----------- |
| Paul Neff           | -52kg (m)   | 4e          |             |
| Fred Kämmerer       | -57kg (m)   | 9e          |             |
| Christian Luschnig  | -62kg (m)   | 19e         |             |
| Horst Bergmann      | -67kg (m)   | 17e         |             |
| Martin Heinze       | -73kg (m)   | 9e          |             |
| Georg Utz           | -79kg (m)   | 9e          |             |
| Dieter Rauchbach    | -87kg (m)   | 15e         |             |
| Wilfried Dietrich   | +87kg (m)   | Goud        |             |
| Grieks-Romeins      |             |             |             |
| Fritz Stange        | -52kg (m)   | 14e         |             |
| Ewald Tauer         | -57kg (m)   | 13e         |             |
| Gottlieb Neumair    | -62kg (m)   | 11e         |             |
| Edmund Seger        | -67kg (m)   | 21e         |             |
| Günter Maritschnigg | -73kg (m)   | Zilver      |             |
| Lothar Metz         | -79kg (m)   | Zilver      |             |
| Herbert Albrecht    | -87kg (m)   | 9e          |             |
| Wilfried Dietrich   | +87kg (m)   | Zilver      |             |

### Zeilen
| Olympiër                                             | Discipline      | Resultaat | Prestatie                          |
| ---------------------------------------------------- | --------------- | --------- | ---------------------------------- |
| Hans Kämmerer                                        | finn            | 20e       | 2737 punten: (10-25-16-25-18-21-9) |
| Rolf Mulka Ingo Von Bredow                           | flying dutchman | Brons     | 5882 punten: (3-10-13-2-DSQ-6-1)   |
| Bruno Splieth Eckart Wagner                          | star            | 7e        | 4745 punten: (2-9-13-4-6-DNF-4)    |
| Hans Ravenborg Günter Benecke Peter Rebien           | dragon          | 8e        | 4329 punten: (13-8-21-13-9-3-2)    |
| Herbert Scholl Hans Baars-Lindner Karl-August Stolze | 5,5m            | 9e        | 3022 punten: (16-8-9-10-3-14-6)    |

### Zwemmen
| Olympiër                                                     | Discipline            | Resultaat | Prestatie                                                                                           |
| ------------------------------------------------------------ | --------------------- | --------- | --------------------------------------------------------------------------------------------------- |
| Uwe Jacobsen                                                 | 100m vrije slag (m)   | 13e       | serie 2: 4de in 57,9 halve finale 2: 5de in 57,4                                                    |
| Paul Voell                                                   | 100m vrije slag (m)   | 20e       | serie 7: 5de in 58,0 halve finale 1: 7de in 58,4                                                    |
| Gerhard Hetz                                                 | 400m vrije slag (m)   | 18e       | serie 6: 3de in 4.38,4                                                                              |
| Hans-Joachim Klein                                           | 400m vrije slag (m)   | 10e       | serie 1: 2de in 4.31,6                                                                              |
| Gerhard Hetz                                                 | 1500m vrije slag (m)  | 15e       | serie 1: 3de in 18.32,2                                                                             |
| Hans-Ulrich Millow                                           | 1500m vrije slag (m)  | 12e       | serie 4: 4de in 18.22,7                                                                             |
| Jürgen Dietze                                                | 100m rugslag (m)      | 9e        | serie 2: 3de in 1.04,0 halve finale 2: 4de in 1.04,7                                                |
| Wolfgang Wagner                                              | 100m rugslag (m)      | 6e        | serie 1: 3de in 1.04,7 halve finale 2: 2de in 1.03,9 finale: 6de in 1.03,5                          |
| Konrad Enke                                                  | 200m schoolslag (m)   | 21e       | serie 3: 3de in 2.44,6 halve finale 2: 4de in 1.04,7                                                |
| Egon Henninger                                               | 200m schoolslag (m)   | 4e        | serie 5: 4de in 2.42,7 swim-off: 1ste in 2.39,5 halve finale 1: 3de in 2.38,5 finale: 4de in 2.40,1 |
| Jürgen Bachmann                                              | 200m vlinderslag (m)  | 14e       | serie 4: 3de in 2.25,0 swim-off: 1ste in 2.23,1 halve finale 2: 6de in 2.28,4                       |
| Wolfgang Sieber                                              | 200m vlinderslag (m)  | 19e       | serie 2: 5de in 2.25,4                                                                              |
| Frank Wiegand Gerhard Hetz Hans Zierold Hans-Joachim Klein   | 4x200m vrije slag (m) | 7e        | serie 2: 3de in 8.29,4 finale: 7de in 8.31,8                                                        |
| Wolfgang Wagner Günter Tittes Hermann Lotter Uwe Jacobsen    | 4x100m wisselslag (m) | 9e        | serie 1: 2de in 4.17,7                                                                              |
|                                                              |                       |           | |
| Ursel Brunner                                                | 100m vrije slag (v)   | 9e        | serie 4: 2de in 1.04,6 halve finale 2: 6de in 1.04,5                                                |
| Heidi Pechstein                                              | 100m vrije slag (v)   | 14e       | serie 3: 2de in 1.05,1 halve finale 1: 8ste in 1.05,6                                               |
| Ursel Brunner                                                | 400m vrije slag (v)   | 11e       | serie 3: 4de in 5.05,3                                                                              |
| Gisela Weiß                                                  | 400m vrije slag (v)   | 12e       | serie 1: 4de in 5.08,6                                                                              |
| Ingrid Schmidt                                               | 100m rugslag (v)      | 11e       | serie 2: 3de in 1.13,1                                                                              |
| Helga Schmidt-Neuber                                         | 100m rugslag (v)      | 12e       | serie 2: 4de in 1.13,3                                                                              |
| Barbara Göbel                                                | 200m schoolslag (v)   | Brons     | serie 1: 1ste in 2.54,2 finale: 3de in 2.53,6                                                       |
| Wiltrud Urselmann                                            | 200m schoolslag (v)   | Zilver    | serie 3: 1ste in 2.52,0 finale: 2de in 2.50,0                                                       |
| Heidi Eisenschmidt                                           | 100m vlinderslag (v)  | 13e       | serie 3: 3de in 1.14,6                                                                              |
| Bärbel Fuhrmann                                              | 100m vlinderslag (v)  | 9e        | serie 4: 2de in 1.13,2                                                                              |
| Christel Steffin Heidi Pechstein Gisela Weiss Ursula Brunner | 4x100m vrije slag (v) | Brons     | serie 2: 3de in 4.24,2 finale: 3de in 4.19,7                                                        |
| Ingrid Schmidt Ursula Küper Bärbel Fuhrmann Ursel Brunner    | 4x100m wisselslag (v) | Brons     | serie 1: 3de in 4.49,6 finale: 3de in 4.47,6                                                        |

Afghanistan · Argentinië · Australië · Bahama's · België · Bermuda · Birma · Brazilië · Brits-Guiana · Bulgarije · Canada · Ceylon · Chili · Colombia · Cuba · Denemarken · Duits eenheidsteam · Ethiopië · Fiji · Filipijnen · Finland · Frankrijk · Ghana · Griekenland · Groot-Brittannië · Haïti · Hongarije · Hongkong · Ierland · IJsland · India · Indonesië · Irak · Iran · Israël · Italië · Japan · Joegoslavië · Kenia · Libanon · Liberia · Liechtenstein · Luxemburg · Malakka · Malta · Marokko · Mexico · Monaco · Nederland · Nederlandse Antillen · Nieuw-Zeeland · Nigeria · Noorwegen · Oeganda · Oostenrijk · Pakistan · Panama · Peru · Polen · Portugal · Puerto Rico · Roemenië · San Marino · Singapore · Soedan · Sovjet-Unie · Spanje · Suriname · Taiwan · Thailand · Tsjecho-Slowakije · Tunesië · Turkije · Uruguay · Venezuela · Verenigde Arabische Republiek · Verenigde Staten · Vietnam · West-Indische Federatie · Zuid-Afrika · Zuid-Korea · Zuid-Rhodesië · Zweden · Zwitserland